# Maria Lawrence
Pour les articles homonymes, voir Lawrence.
Maria Lawrence née le 20 septembre 1970, est une coureuse cycliste professionnelle anglaise.

## Palmarès sur route
- 1994
  - 3e du contre-la-montre des Jeux du Commonwealth
- 1995
  - Coupe de Grande-Bretagne
  - 3e de Isle of Man Trophee
- 1996
  -  Championne de Grande-Bretagne sur route
- 1997
  -  Championne de Grande-Bretagne sur route

## Palmarès sur piste

### Jeux olympiques
- Atlanta 1996
  - 14e de la course aux points

### Championnats nationaux
- 1994
  - 3e de la course aux points
- 1995
  - 2e de la course aux points